# لوكا أمورسو
لوكا أمورسو (بالإيطالية: Luca Amoruso)‏ (15 نوفمبر 1975 بكانوسا دي بوليا في إيطاليا - ) هو لاعب كرة قدم إيطالي في مركز الوسط. لعب مع نادي أفيلينو ونادي فوجيا ونادي كاتانيا ونادي كروتوني ونادي مودينا ونادي كييتي كالسيو الرياضي وGiugliano Calcio 1928 ‏ وكوسينزا كالشيو وASD Battipagliese ‏ وCosenza Calcio 1914 ‏ وسسارة توريس ‏.

## وصلات خارجية
- لوكا أمورسو على موقع قاعدة بيانات كرة القدم.إي يو (الإنجليزية)